# UFC Fight Night: McDonald vs. Lineker
UFC Fight Night: McDonald vs. Lineker (también conocido como UFC Fight Night 91) fue un evento de artes marciales mixtas celebrado por Ultimate Fighting Championship el 13 de julio de 2016 en el Denny Sanford Premier Center, en Sioux Falls, South Dakota, USA.

## Historia
El evento estelar contó con el combate entre los pesos gallo John Lineker y Michael McDonald.
El evento coestelar contó con el combate entre Tony Ferguson y Lando Vannata.